# Pisica printre porumbei
Pisica printre porumbei este un roman polițist scris de scriitoarea britanică Agatha Christie apărut în anul 1959. Există și o ecranizare a acestui roman în seria Agatha Christie's Poirot.